# Polyorycta pudica
Polyorycta pudica är en fjärilsart som beskrevs av Pieter Cornelius Tobias Snellen 1880. Polyorycta pudica ingår i släktet Polyorycta och familjen nattflyn. Inga underarter finns listade i Catalogue of Life.